# Mozilla Sunbird
Mozilla Sunbird (eller bare Sunbird) er en kalenderapplikation som kan anvendes i alle styresystemer. Sunbird udvikles af Mozilla Corporation som bl.a. er kendt for webbrowseren Mozilla Firefox og e-mail klienten Mozilla Thunderbird. Sunbird er en del af et projekt kaldet Calendar Project (da.: Kalender projekt) som også indeholder Thunderbirdtilføjelsen Lightning der integrerer en kalender i Thunderbird. Nyeste version af Sunbird er version 0.8 mens den første færdige version af applikationen er planlagt til at udkomme i slutningen af 2008 
Via Sunbird kan brugeren bl.a. abonnere på en eller flere kalendere (som f.eks. Google kalender). Som i Firefox og Thunderbird findes der til Sunbird tilføjelser som kan udvide applikationens funktionalitet. Sunbird udgives som open source software (da.: fri software).